# Lymantria fuliginea
Lymantria fuliginea este o specie de molii din genul Lymantria, familia Lymantriidae, descrisă de Butler 1880 Conform Catalogue of Life specia Lymantria fuliginea nu are subspecii cunoscute.